# Trollsteinhøe
Trollsteinhøe is een bergkam behorende bij de gemeente Lom in de provincie Oppland in Noorwegen.
De bergkam bestaat uit drie toppen:
- Austre Trollsteinhøe (2090 m)
- Nørdre Trollsteinhøe (2161 m)
- Søre Trollsteinhøe (2201 m)